# Apamea mediana
Apamea mediana là một loài bướm đêm trong họ Noctuidae.